# Rocher Jakobsen
Der Rocher Jakobsen (französisch) ist eine Landspitze mit einem steilen Kliff an der Westküste der Pétrel-Insel im Géologie-Archipel vor der Küste des ostantarktischen Adélielands.
Französische Wissenschaftler benannten sie nach dem Norweger Guttorm Jakobsen (1911–1995), Kapitän des Forschungsschiffs Norsel bei der Norwegisch-Britisch-Schwedischen Antarktisexpedition (1949–1952) und bei zwei französischen Antarktisexpeditionen (1955–1956, 1956–1957).